# 足利市立北中学校
足利市立北中学校（あしかがしりつ きたちゅうがっこう）は、栃木県足利市菅田町にある公立中学校。

## 概要
通称は「足北」「北中」「足北中」など。足利市の南部に位置する。生徒数は366名で、1学年109名、2学年122名、3学年135名（2016年6月現在）。
服装男子は一般的な学ラン、女子はネクタイやリボンなしで紺のブレザーの制服がある。

## 沿革
- 1980年（昭和55年）8月18日 - 北郷地区教育施設整備調査研究会長から、市長および教育長に対し足利市立北郷中学校の移転改築の報告書を提出[1]。
- 1981年（昭和56年）7月21日 - 足利市教育委員会において、足利市立北郷中学校と足利市立名草中学校を統合し、1983年4月1日に菅田町地内に足利市立北中学校を開校することを決定。
- 1982年（昭和57年）11月26日 - 校舎の建設工事が完了
- 1983年（昭和58年）
  - 3月31日 - 足利市立北郷中学校と足利市立名草中学校が閉校
  - 4月1日 - 足利市立北中学校として開校
- 1988年（昭和63年）4月1日 - 文部省より奉仕等体験学習推進学校の指定を受ける
- 1989年（平成元年）6月6日 - 栃木県福祉協議会よりボランティア活動普及事業3か年の指定を受ける
- 1992年（平成4年）
  - 11月21日 - 同窓会が発足
  - 11月21日 - 校樹「ひかりの木」を植樹
- 1994年（平成6年）10月25日 - 足利市教育委員会指定研究学校「同和教育」研究発表
- 1995年（平成7年）11月3日 - 全国ボランティアフェスティバルにおいて厚生大臣より福祉教育･ボランティア活動による功労賞を受賞
- 2001年（平成13年）4月1日 - 足利市教育委員会指定「学校評議員研究学校」
- 2008年（平成20年）
  - 2月16日 - 「第1回 部活動対抗長距離走大会」を実施
  - 8月1日 - 文部科学省指定「学校支援地域本部事業」
- 2010年（平成22年）11月30日 - 太陽光発電システムおよびオンデマンドシステム設置
- 2011年（平成23年）3月29日 - 情緒障害学級「みどりの学級」を開設
- 2013年（平成25年）3月15日 - 北舎･南舎に太陽光発電設備を設置

## 部活動

### 運動部
- ソフトボール部
- サッカー部
- 陸上競技部
- バスケットボール部
- バレーボール部
- ソフトテニス部
- バドミントン部
- 卓球部

### 文化部
- メディアアート部
- 吹奏楽部

### 特別選抜
- コーラス部
- 駅伝部

## 通学区域
足利市
- 菅田町[2]
- 菅田町1丁目
- 利保町
- 利保町1-3丁目

- 江川町
- 江川町1-4丁目
- 月谷町
- 田島町

- 田島町1丁目
- 樺崎町
- 大月町の一部
- 赤松台1-2丁目

- 名草上町
- 名草中町
- 名草下町
- 名草下町1丁目

## 進学前小学校
- 足利市立北郷小学校
- 足利市立名草小学校
- 足利市立大月小学校